# Hanging Around
Hanging Around is een nummer van de Zweedse band The Cardigans uit 1999. Het is de derde single van hun vierde studioalbum Gran Turismo.
Waar de vorige singles My Favourite Game en Erase/Rewind hits werden door heel Europese, flopte "Hanging Around" in thuisland Zweden en leverde het The Cardigans enkel in het Verenigd Koninkrijk een bescheiden hitnotering op. Het nummer bereikte de 17e positie in de Britse hitlijsten.

## Tracklijst
UK Maxi Single
1. "Hanging Around" (radioversie) - 3:41
2. "My Favourite Game" (Rollo's Mix) - 6:37
3. "Hanging Around" (Nåid remix) -4:10)
4. "Hanging Around" (Cd-rom Video) - 3:41